# 키노 (가수)
키노(본명: 강형구, 1998년 1월 27일 ~ )는 대한민국의 가수로 보이 그룹 펜타곤의 서브보컬, 메인댄서를 맡고 있다. 현재는 1인기획사 NAKED를 설립하여 솔로 아티스트로서의 행보를 이어가고 있다.

## 포지션

### 보컬
보컬 실력이 좋은 편. 미성의 예쁜 음색이 특징이다. 데뷔 전 서바이벌 펜타곤 메이커를 보면 알겠지만 전체적으로 봤을 때 펜타곤 서브보컬 멤버들 모두 실력이 좋은 편이다. 서브보컬 멤버들마다 각자의 음악적 특색이 있는 것이 특징이다.
2023년 2월 18일, 펜타곤의 고음파트를 담당하는 진호, 후이, 홍석, 옌안이 빠진 MIK FESTIVAL PARIS공연에서 빛나리의 메인보컬 파트와 Feelin' Like의 고음파트를 같은 멤버 신원과 나눠서 담당했다.

### 댄스
펜타곤의 메인댄서로 주 장르는 코레오그래피, 부 장르는 힙합, 팝핑, 락킹, 하우스다.
중학교 1학년 때부터 춤을 배웠고 2022년 비 엠비셔스에서 11년째 춤을 추고 있다고 자기소개를 했다. 연습생으로 입사하기 전까진 방송 안무가 아닌 스트릿댄스에 기반을 두고 춤을 배웠기 때문에 10대 댄스 크루 Urban Boyz로 활동하였는데 영상에서 왼쪽에서부터 4번째에 위치한 소년이 키노다.
현재는 펜타곤의 메인댄서에 무대에서 컨셉에 맞는 적절한 연기력을 보여주고 있지만 인터뷰에서 입사 당시에는 몸치였고 끼가 없다는 이야기를 들었다고 밝혔다. 이후 본인이 노력을 한 결과 한림연예예술고등학교 실용무용과 5기에 수석 입학했으며, 당시 함께 재학한 친구에 의하면 재학 당시 실기 만년 1등이었다고 한다. 그리고 고등학교 졸업 이후에는 세종대학교 미래교육원 실용무용과에 재학했으며 데뷔를 하고 나서도 계속 열정을 가지고 있어 부상으로 인해 수술을 해야하지만 춤을 당분간 포기하는 것은 힘들다는 생각에 수술 대신 재활을 선택했다고 한다.
데뷔 후에는 메인댄서를 담당하며 멤버들이 키단장님이라고 부르기도 할 만큼 현재까지도 꾸준히 안무 제작에 참여하고 있다. 콘서트 무대나 수록곡 중 일부 안무는 처음부터 끝까지 담당하고 미니 10집 WE:TH의 타이틀 곡 데이지의 안무가도 직접 섭외했으며, 멤버들도 안무에서 디테일한 영역은 메인댄서인 키노가 주로 잡는 편이라고 했다. 또한 댄스 관련 콘텐츠나 챌린지에도 자주 참여하는데다가 팀 내 댄스 커버를 전담하는 멤버인데 이때도 단순히 주어진 퍼포먼스만 수행하는 것이 아닌 안무 연출에 직접 참여하는 비하인드도 존재한다. 그리고 이렇게 안무를 만들었던 경력을 바탕으로 비 엠비셔스에서 본인이 창작한 안무를 사용하는 미션을 했는데, 파이트 저지인 스트릿 우먼 파이터의 리더들은 아이돌인데도 안무를 잘 짰으며 창작 능력이 댄서들 못지 않게 좋은 것 같다는 평가를 남겼다.

### 프로듀서
그룹 내에서는 타이틀곡을 담당하는 후이의 비중이 가장 크지만 작곡이 가능한 멤버로 후이 다음으로 많은 자작곡을 수록하고 있으며, 일본 앨범은 Violet과 Happiness 2개의 타이틀곡을 작사,작곡했고, 펜타곤 곡 외에도 다른 아티스트들의 앨범 및 드라마 OST에도 작사,작곡 및 가창으로 참여를 많이 하는 편이다.
Knnovation이라는 사운드 클라우드를 운영중으로 자작곡을 선보이고 있다. 링크 현재 'LONELY DEMO' , 'UNIVERSE DEMO(58 guide ver.)', 'VOICEGASM DEMO' 등의 많은 곡들이 올라와 있으며, 유튜브에 영상과 함께 몇곡이 올라와 있다.
또한, 2021년에 방영되었던 카카오TV 오리지널 '히든 : 더 퍼포먼스'(HIDDEN : the performance)에는 키노가 래퍼 픽보이와 선보인 컬래버 무대가 우승했다. 키노는 픽보이와 브라더빈 팀과 함께 특별한 의미를 담아 만든 미디엄 댄스곡 'Up&Down'에 맞춰 밝은 에너지를 내뿜었다.

## 학력
- 한울유치원(졸업)
- 구미초등학교 (졸업)
- 구미중학교 (졸업)
- 한림연예예술고등학교 실용무용과 (졸업)
- 세종대학교 미래교육원 (무용학전공 실용무용과정 / 중퇴) (중퇴)
- 사이버 대학교 (졸업)

## 음반 목록

### 작곡
- 접근금지(Prod. 기리보이) (2019)
- 청개구리 (2018)
- 빛나리 (2018)
- Lost Paradise (2018)
- 머물러줘 (2017)
- RUNAWAY (2017)
- 설렘이라는 건 (2017)
- Like This (2017)
- 고마워 (2017)
- You Are (2016)
- Organic Song (2016)
- 젊어 (Prod. Dok2) (2016)
- Baby I Love you (2021)
- POSE (2022)
- Broke My Heart (Feat. Lay Bankz) (2024)
- Solo (2024)
- Freaky Love (2024)
- Valentine (2024)
- Fashion Style (2024)
- Dancing On The Road (2024)

### EP
| # | 제목                             | 앨범정보        | 수록곡                                                                              |
| - | -------------------------------- | --------------- | ----------------------------------------------------------------------------------- |
| 1 | If this is love, I want a refund | 2024.05.02 발매 | - Broke My Heart (Feat. Lay Bankz) - Solo - Freaky Love - Valentine - Fashion Style |

### 디지털 싱글
| # | 제목                    | 정보            | 수록곡                                                |
| - | ----------------------- | --------------- | ----------------------------------------------------- |
| 1 | POSE                    | 2022.08.09 발매 | 1. POSE                                               |
| 2 | Fashion Style           | 2024.01.08 발매 | 1. Fashion Style                                      |
| 3 | Fashion Style - Sped Up | 2024.01.11 발매 | 1. Fashion Style - Sped Up                            |
| 4 | Freaky Love             | 2024.03.21 발매 | 1. Freaky Love                                        |
| 5 | Freaky Love (Sped Up)   | 2024.03.28 발매 | 1. Freaky Love - Sped Up                              |
| 6 | Dancing On The Road     | 2024.09.05 발매 | 1. Dancing On The Road 2. Dancing On The Road (Inst.) |
| 7 | Everglow                | 2024.11.06 발매 | 1. Everglow 2. Everglow (Inst.)                       |

## 콘서트/투어

### 투어
| 날짜              | 명칭                                              | 도시        | 국가     | 장소                                               |
| ----------------- | ------------------------------------------------- | ----------- | -------- | -------------------------------------------------- |
| 12월 22일, 2023년 | KINO's Housewarming party -Christmas Talk & Live- | 도쿄        | 일본     | Zepp Haneda Tokyo                                  |
| 01월 27일, 2024년 | BORN NAKED                                        | 서울        | 대한민국 | 무신사 개러지                                      |
| 03월 10일, 2024년 | BORN NAKED                                        | 대만        |          | CLAPPER STUDIO                                     |
| 04월 20일, 2024년 | BORN NAKED                                        | 홍콩        |          | The Box, Freespace, West Kowloon Cultural District |
| 04월 29일, 2024년 | BORN NAKED                                        | 요코하마    | 일본     | KT Zepp Yokohama                                   |
| 05월 01일, 2024년 | BORN NAKED                                        | 오사카      | 일본     | Zepp Bayside Osaka                                 |
| 09월 21일, 2024년 | I think I think too much                          | 서울        | 대한민국 | 서울 신한카드 SOL 페이 스퀘어 라이브홀             |
| 09월 22일, 2024년 | I think I think too much                          | 서울        | 대한민국 | 서울 신한카드 SOL 페이 스퀘어 라이브홀             |
| 01월 19일, 2025년 | I think I think too much                          | 뉴욕        | 미국     | Bowery Ballroom                                    |
| 01월 21일, 2025년 | I think I think too much                          | 보스턴      | 미국     | Brighton Live Hall                                 |
| 01월 22일, 2025년 | I think I think too much                          | 워싱턴 D.C. | 미국     | Jammin Java                                        |
| 01월 24일, 2025년 | I think I think too much                          | 시카고      | 미국     | Bottom Lounge                                      |
| 01월 25일, 2025년 | I think I think too much                          | 콜롬버스    | 미국     | Skully’s Music-Diner                               |
| 01월 27일, 2025년 | I think I think too much                          | 댈러스      | 미국     | Club Dada                                          |
| 01월 29일, 2025년 | I think I think too much                          | 시애틀      | 미국     | The Crocodile                                      |
| 01월 31일, 2025년 | I think I think too much                          | LA          | 미국     | Los Globos                                         |

## 방송
- 2022년 Mnet 《비 엠비셔스》 - 참가자 출연
- 2022년 TV조선 《바람의 남자들》 - 게스트
- 2022년 SBS F!L 《아이돌 사생대회》
- 2022년 SBS 《꼬리에 꼬리를 무는 그날 이야기》- 게스트
- 2023년 SBS 《꼬리에 꼬리를 무는 그날 이야기》- 게스트